# Miller Guerra
João Pedro Miller Pinto de Lemos Guerra GOSE (Vila Flor, Vila Flor, 11 de maio de 1912 — Lisboa, 27 de abril de 1993) foi um médico e político português.

## Biografia
Filho de Francisco Maria Guerra e de sua mulher Maria Zulmira Miller Pinto de Lemos, tirou a Licenciatura em Medicina na Faculdade de Medicina da Universidade de Coimbra e foi Professor da Faculdade de Medicina da Universidade de Lisboa.
Em finais da década de 1960, integrou a chamada Ala Liberal da Assembleia Nacional, que abriu caminho às transformações democráticas que a Revolução de 25 de Abril preconizaria.
Foi 7.º Bastonário da Ordem dos Médicos de 1968 a 1975.
Posteriormente, foi Deputado da Assembleia Constituinte de 1975 pelo Partido Socialista.
A 9 de Junho de 1994 foi feito Grande-Oficial da Ordem Militar de Sant'Iago da Espada a título póstumo.
Casado.